# Noah Burrell
Noah Nello Burrell (* 28. Mai 1997 in Chêne-Bougeries) ist ein schweizerischer Basketballspieler.

## Laufbahn
Burrell spielte in der Nachwuchsbewegung von Meyrin Basket im Kanton Genf und verbuchte in der Saison 2013/14 auch erste Einsätze in der Herrenmannschaft des Vereins in der Nationalliga B. 2014 wechselte Burrell in die Jugendakademie des französischen Klubs JDA Dijon. Im Laufe der Spielzeit 2016/17 wurde er erstmals in der ersten Liga Frankreichs, der Ligue Nationale de Basket, eingesetzt.
Während der Sommerpause 2018 nahm er ein Angebot des französischen Drittligisten La Charité Basket 58 an, spielte hernach beim Rueil Athletic Club in derselben Liga. Im Sommer 2021 wechselte er zum Ligakonkurrenten Les Sables Vendée Basket. 2022 nahm ihn Aurore Vitré (ebenfalls dritte Liga Frankreichs) unter Vertrag. Auch sein nächster Verein (Poissy Basket Association) wurde ein französischer Drittligist.
Er steigerte seine Leistungen bei Poissy im Vergleich zur Vorsaison deutlich und erzielte während des Spieljahres 2023/24 15,9 Punkte je Begegnung. Im Mai 2024 wurde er von UJAP Quimper (dritte Liga Frankreichs) verpflichtet. In der Saison 2024/25 gelang Burrell mit Quimper der Zweitligaaufstieg.

### Nationalmannschaft
Nach Länderspielen mit der Schweizer U16- und U18-Nationalmannschaft erhielt Burrell 2017 sein erstes Aufgebot für die Herren-«Nati».